# Odontoglossum blandum
Odontoglossum blandum (tên tiếng Anh: Charming Odontoglossum) là một loài phong lan có ở Ecuador tới Peru.

## Hình ảnh

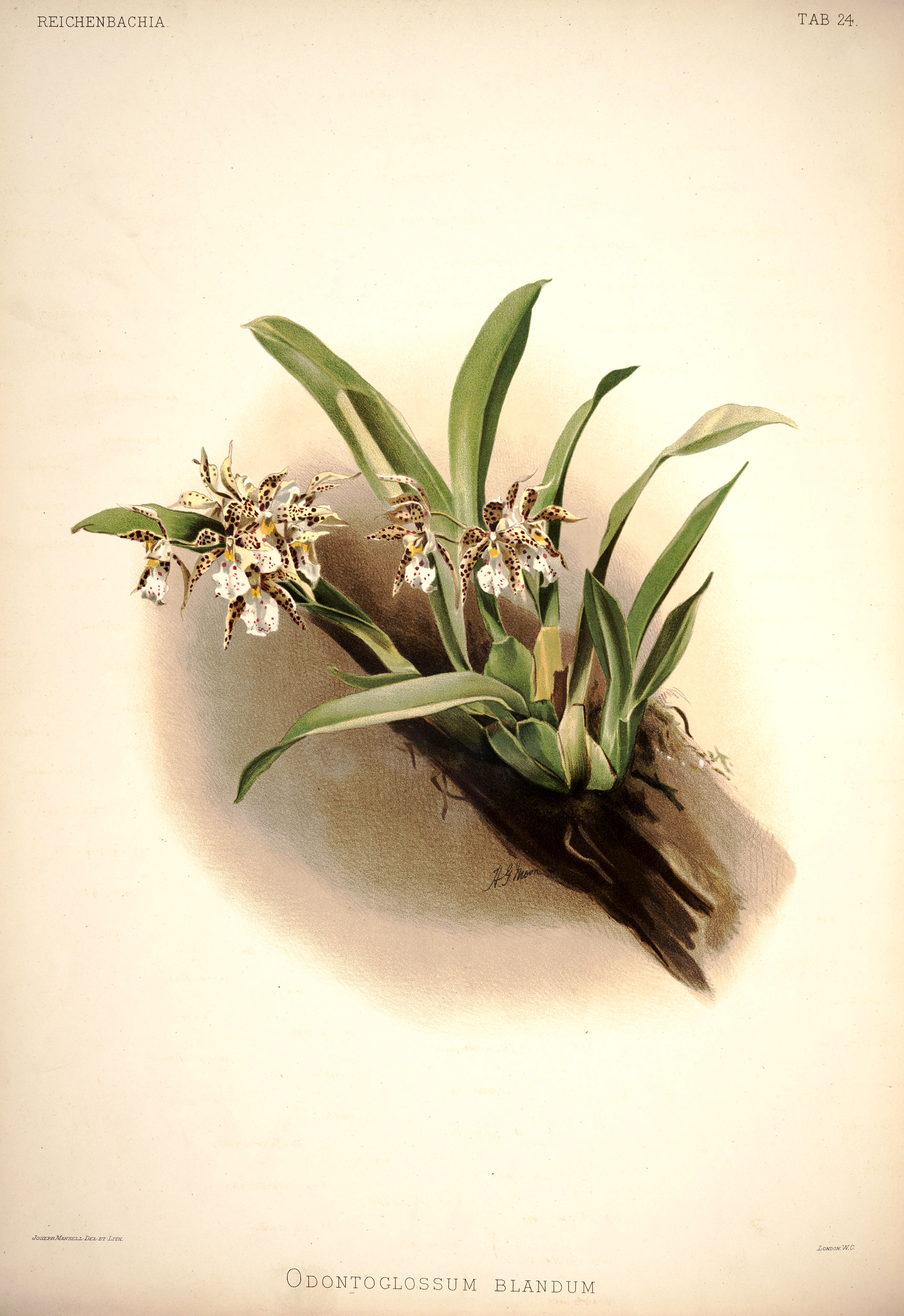
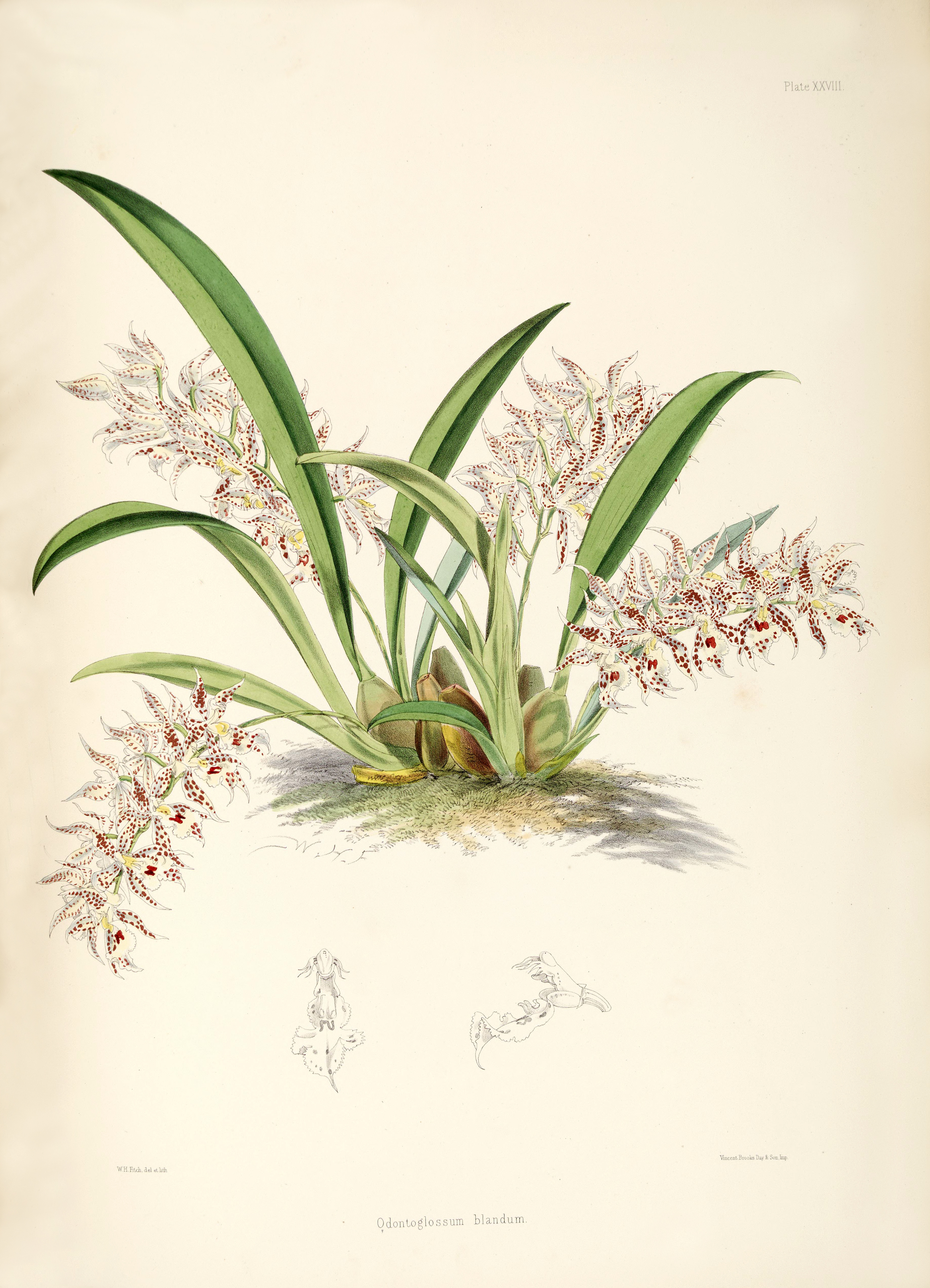